# Chama
Chama – miasto w Zambii, w Prowincji Muchinga, dawniej w Prowincji Wschodniej. Według danych szacunkowych na rok 2010 liczy 4.968 mieszkańców.